# Yacare XV
Maillots
Actualités
Le Yacare XV, anciennement Olimpia Lions, est un club paraguayen de rugby à XV basé à Asuncion. Créé en 2019, il évolue en Súper Rugby Américas.

## Historique
L'équipe est créée en 2019, devenant la première formation professionnelle paraguayenne de rugby à XV. L'équipe est une émanation du Club Olimpia, célèbre équipe de football paraguayenne.
Pour sa première saison, l'équipe est entraînée par Raúl Pérez (en). Si elle a en son sein les meilleurs joueurs paraguayens, elle embauche de nombreux apports étrangers, dont Napoleoni Nalaga, Manuel Montero et bien d'autres Argentins.
Pour sa première saison complète en 2021, l'équipe remporte la moitié de ses dix rencontres. En phase finale, elle s'incline 29-17 en demi-finale face aux Jaguares.
Alors que le partenariat entre le club de football des Olimpia Lions et la Fédération paraguayenne de rugby touche à sa fin, l'équipe est renommée Yacare XV pour l'édition 2023.
En 2024, l'équipe intègre de jeunes espoirs paraguayens comme Joaquín Mussi et Facundo Paiva. Parmi les recrues, on compte Ramiro Moyano (American Raptors), Lucio Anconetani (Cobras), Juan Cruz Strada (Dogos), Joaquín Lamas (Pampas) et Axel Zapata (Houston). L'effectif compte vingt internationaux paraguayens et 17 joueurs argentins. Troisième de la saison régulière, le Yacare est battu en demi-finale par les Dogos, à la mort subite.

## Identité visuelle

### Logo

Évolution du logo
Logo de 2019 à 2022.
Logo instauré en 2023.

## Personnalités du club

### Effectif 2022
| Nom                    | Poste            | Nationalité sportive |
| ---------------------- | ---------------- | -------------------- |
| Emilio Gorostiaga      | Talonneur        | Paraguay             |
| Juan Ignacio Sanchez   | Talonneur        | Argentine            |
| Mariano Muntaner       | Talonneur        | Argentine            |
| Conrado Iglesias       | Talonneur        | Argentine            |
| Daniel Cabral          | Pilier           | Paraguay             |
| Franco Giacoppo        | Pilier           | Argentine            |
| Estéfano Aranda        | Pilier           | Paraguay             |
| Rolando Portillo       | Pilier           | Paraguay             |
| Luis Enrique Quinteros | Pilier           | Paraguay             |
| Manuel Stuchetti       | Pilier           | Argentine            |
| Ezequiel Reyes         | Pilier           | Argentine            |
| Lorenzo Colidio        | Deuxième ligne   | Argentine            |
| Mariano Garcete        | Deuxième ligne   | Paraguay             |
| Agustin Toth           | Deuxième ligne   | Argentine            |
| Ignacio Gandini        | Troisième ligne  | Argentine            |
| Ariel Nuñez            | Troisième ligne  | Paraguay             |
| Federico Simondi       | Troisième ligne  | Argentine            |
| Alvaro Biscay          | Troisième ligne  | Argentine            |
| Mariano Romanini       | Troisième ligne  | Argentine            |
| Lautaro Britez         | Troisième ligne  | Argentine            |
| Ignacio Inchauspe      | Demi de mêlée    | Argentine            |
| Facundo Villalba       | Demi de mêlée    | Argentine            |
| Rafael Bareiro         | Demi d'ouverture | Paraguay             |
| Estanislao Arrias      | Demi d'ouverture | Argentine            |
| Nicolas Hogg           | Demi d'ouverture | Argentine            |
| Gianfranco Parodi      | Centre           | Argentine            |
| Sebastián Urbieta      | Centre           | Paraguay             |
| Ramiro Amarilla        | Centre           | Paraguay             |
| Francisco Diez         | Centre           | Argentine            |
| Daniel Chilvaert       | Centre           | Paraguay             |
| Agustin Cortes         | Ailier           | Argentine            |
| Juan González          | Ailier           | Paraguay             |
| Ignacio Gonzalez       | Ailier           | Paraguay             |
| Pedro Sotelo Gomez     | Ailier           | Paraguay             |
| Arturo Lopez           | Arrière          | Paraguay             |
| Diego Walter           | Arrière          | Argentine            |
| Julian Quetglas        | Arrière          | Argentine            |

### Joueurs emblématiques
- Gabriel Ascárate (en)
- Manuel Montero
- Facundo Munilla
- Napoleoni Nalaga
- Max Katjijeko
- Damian Stevens
- Matt Matich (en)

## Parcours
| Saison | Phase régulière | Phase régulière | Phase régulière | Phase régulière | Phase régulière | Phase régulière | Phase régulière | Phase régulière | Phase régulière | Phase finale                            |
| Saison | Place           | MJ              | V               | N               | D               | PM              | PE              | Diff            | Pts             | Phase finale                            |
| ------ | --------------- | --------------- | --------------- | --------------- | --------------- | --------------- | --------------- | --------------- | --------------- | --------------------------------------- |
| 2021   | 4e              | 10              | 5               | 0               | 5               | 253             | 324             | -71             | 23              | Demi-finale (17-29 contre les Jaguares) |
| 2022   | 5e              | 10              | 3               | 0               | 7               | 202             | 286             | -84             | 16              | Non qualifié                            |
| 2023   | 4e              | 12              | 7               | 0               | 5               | 305             | 308             | -3              | 35              | Demi-finale (17-32 contre le Peñarol)   |
| 2024   | 3e              | 12              | 6               | 0               | 6               | 336             | 301             | +35             | 32              | Demi-finale (14-17 contre les Dogos)    |
| 2025   | 6e              | 12              | 6               | 0               | 6               | 309             | 332             | -23             | 31              | Non qualifié                            |